# Los Santos de la Humosa
Los Santos de la Humosa település Spanyolországban, Madrid tartományban. Los Santos de la Humosa Santorcaz, Anchuelo, Alcalá de Henares, Azuqueca de Henares, Chiloeches és Pozo de Guadalajara községekkel határos. Lakosainak száma 2785 fő (2024).

## Népesség
A település népessége az utóbbi években az alábbiak szerint változott:
| Lakosok száma | 930  | 1273 | 1682 | 2139 | 2367 | 2445 | 2486 | 2590 | 2751 | 2785 |
|               | 2001 | 2004 | 2007 | 2009 | 2012 | 2014 | 2017 | 2019 | 2022 | 2024 |